# 어택 포스
《어택 포스》(영어: Attack Force)는 미국에서 제작된 마이클 커시 감독의 2006년 SF 액션 스릴러 영화이다. 스티븐 서갈 등이 출연하였다.

## 출연진
- 스티븐 서갈
- 리사 러브런드
- 데이비드 케네디
- 매슈 체임버스
- 애덤 크로즈델

## 기타 제작진
- 공동 제작: 필립 B. 골드파인, 블라드 파우네스쿠
- 협력 제작: 리처드 터너, 조 핼핀
- 미술: 크리스천 코빈